# Elidà Amigó i Montanya
Elidà Amigó i Montanya   (Andorra la Vella, 5 de setembre de 1935 - valor desconegut, 9 de setembre de 2020) fou una historiadora, arxivera, activista cultural i sufragista andorrana. Co-liderà un dels moviments feministes que permeté el vot de la dona en la dècada de 1970 i posteriorment esdevingué un referent acadèmic en la historiografia del Principat d'Andorra i de la participació sociocultural d'aquest microestat.

## Trajectòria
Amigó Montanya estudià al Col·legi Sagrada Família i posteriorment a Lleida. L'any 1957 es convertí en una de les dues primeres dones andorranes en obtenir una titulació universitària a Andorra quan es llicencià en Filosofia i Lletres per la Universitat de Saragossa. Des d'aquell any i fins al 1969 ocupà el càrrec d'arxivera del Consell General d'Andorra fins al 1967. El 1959 es casà amb l'exnotari Marc Vila Riba i tingué tres fills: Elidà, Haydée i Marc —el darrer exercí de Raonador del Ciutadà. Durant aquell període esdevingué una figura cabdal en les reivindicacions d'alliberament de la dona que permeteren el sufragi femení en el decret dels veguers de l'abril de 1970.
Amigó Montanya exercí també de professora d’història i literatura francesa al col·legi Sant Ermengol. En la dècada de 1980 impulsà la creació del Comitè Andorrà de Ciències Històriques com a fundadora i participà en el camp acadèmic de la recerca històrica. En aquest àmbit, també exercí com a acadèmica del Comitè Internacional de Ciències Històriques, amb seu a Lausana (Suïssa). També presidí la Fundació Clara Rabassa durant 23 anys, col·laborà amb la Creu Roja i fou membre del jurat del premi de novel·la Carlemany entre 1994 i 2009. Fou distingida amb el rang de senadora per l'Acadèmia Andorrana de les Ciències i guardonada amb el Premi Cultural Àgora de 2012, atorgat pel Consell General del Principat d'Andorra.